# Helisoma trivolvis
Helisoma trivolvis is een slakkensoort uit de familie van de Planorbidae. De wetenschappelijke naam van de soort is voor het eerst geldig gepubliceerd in 1817 door Say.